# Бородастиковые

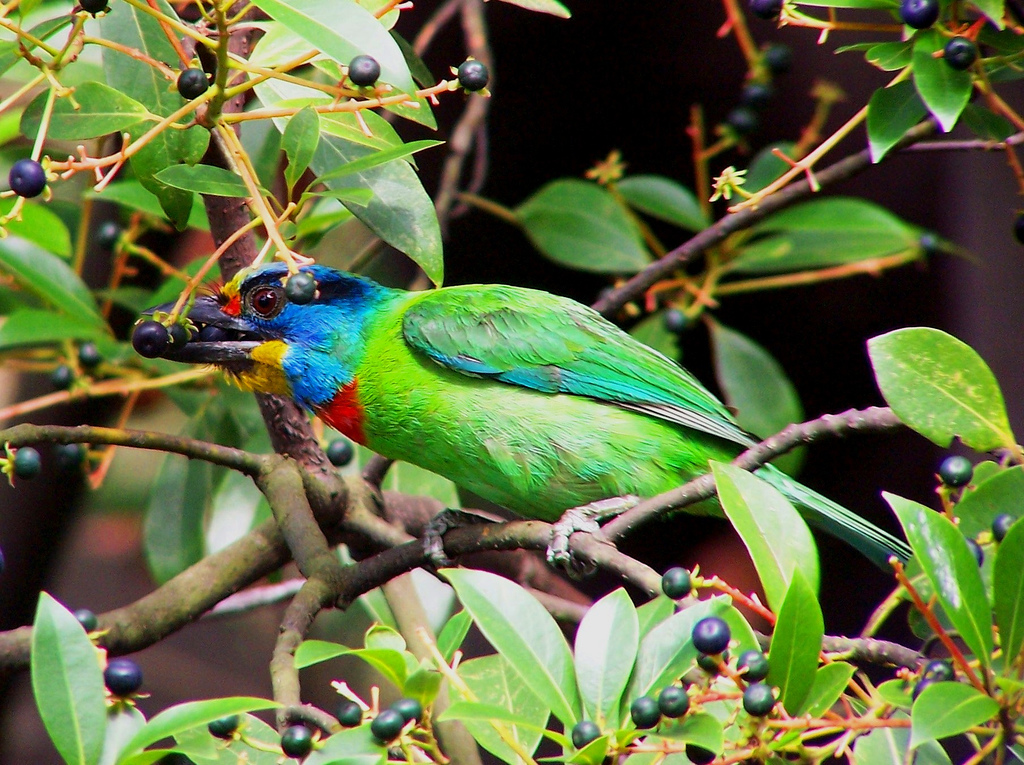
Чернобурый бородастик

Бородастиковые (лат. Megalaimidae) — семейство птиц отряда дятлообразных. Распространены на территории Азии, от Тибета до Индонезии. Птицы с большой головой и крепким клювом, размером от воробья до дрозда. Имеют яркоокрашенное оперение. Оседлые птицы. Питаются насекомыми и фруктами. Гнездятся в дуплах деревьев, реже на земле. В кладке 2—4 белых яиц.

## Классификация
Международный союз орнитологов выделяет 2 рода и 35 видов:
- Psilopogon
  - Psilopogon pyrolophus — Красночубый бородастик
  - Psilopogon virens — Большой бородастик
  - Psilopogon lagrandieri — Красногузый бородастик
  - Psilopogon zeylanicus — Цейлонский бородастик
  - Psilopogon lineatus — Полосатый бородастик
  - Psilopogon viridis — Зелёный бородастик
  - Psilopogon faiostrictus — Зеленоухий бородастик
  - Psilopogon corvinus — Бурогорлый бородастик
  - Psilopogon chrysopogon — Желотистощёкий бородастик
  - Psilopogon rafflesii — Многоцветный бородастик
  - Psilopogon mystacophanos — Пестроголовый бородастик
  - Psilopogon javensis — Яванский бородастик
  - Psilopogon flavifrons — Желтолобый бородастик
  - Psilopogon franklinii — Золотистогорлый бородастик
  - Psilopogon auricularis
  - Psilopogon oorti — Чернобурый бородастик
  - Psilopogon annamensis
  - Psilopogon faber
  - Psilopogon nuchalis
  - Psilopogon asiaticus — Голубощёкий бородастик
  - Psilopogon chersonesus
  - Psilopogon monticola — Горный бородастик
  - Psilopogon incognitus — Усатый бородастик
  - Psilopogon henricii — Желтошапочный бородастик
  - Psilopogon armillaris — Синешапочный бородастик
  - Psilopogon pulcherrimus — Роскошный бородастик
  - Psilopogon australis — Синеухий бородастик
  - Psilopogon cyanotis
  - Psilopogon duvaucelii
  - Psilopogon eximius — Черногорлый бородастик
  - Psilopogon rubricapillus — Малабарский бородастик
  - Psilopogon malabaricus
  - Psilopogon haemacephalus — Красноголовый бородастик
- Calorhamphus — Бурые бородастики
  - Calorhamphus fuliginosus — Бурый бородастик
  - Calorhamphus hayii